# Yin Kesheng
Yin Kesheng (chinesisch 尹克升; * März 1932 in Tongxian, Peking; † 19. Mai 2011) war ein chinesischer Politiker der Kommunistischen Partei Chinas (KPCh), der unter anderem zwischen 1985 und 1997 Sekretär des Parteikomitees der Provinz Qinghai war.

## Leben
Yin Kesheng nahm als Siebzehnjähriger ab März 1949 am Chinesischen Bürgerkrieg teil, der am 1. Oktober 1949 zur Ausrufung der Volksrepublik China führte. Im Juni 1953 wurde er Mitglied der Kommunistischen Partei Chinas (KPCh) bei. Nach verschiedenen beruflichen Tätigkeiten begann er ein Studium mit dem Schwerpunkt Ölfeldausbeutung an der Entwicklungsabteilung des Erdölinstituts in Peking, welches er 1964 abschloss. Er war stellvertretender Direktor und schließlich Direktor des Forschungsinstituts des Erdölverwaltungsamtes der Provinz Qinghai sowie Mitglied des Ständigen Ausschusses des Parteikomitees dieser Provinz. Auf dem XII. Parteitag der Kommunistischen Partei Chinas wurde er 1982 erstmals Mitglied des Zentralkomitees (ZK) der Kommunistischen Partei Chinas und gehörte diesem Gremium nach seinen Bestätigungen auf dem XIII. Parteitag 1987 und dem XIV. Parteitag 1992 bis zum XV. Parteitag 1997 an.
1983 wurde Yin Vizegouverneur der Provinz Qinghai und bekleidete dieses Amt bis 1985. Im Juli 1985 löste er Zhao Haifeng als Sekretär des Parteikomitees der Provinz Qinghai ab und verblieb in dieser Funktion fast zwölf Jahre lang bis April 1997, woraufhin Tian Chengping seine Nachfolge antrat. 1993 wurde er in der achten Legislaturperiode Deputierter des Nationalen Volkskongresses. Am XV. Parteitag 1997 nahm er noch als Delegierter teil. In der neunten Legislaturperiode des Nationalen Volkskongresses hatte er von März 1998 bis März 2003 die Funktion des Vize-Vorsitzenden des Ausschusses für ethnische Angelegenheiten und war zudem in dieser Zeit auch Mitglied des Ständigen Ausschusses des Nationalen Volkskongresses, ein Komitee mit etwa 150 Mitgliedern des Nationalen Volkskongresses, welcher zwischen Plenartreffen des Nationalen Volkskongresses einberufen wird und gemäß der Verfassung der Volksrepublik China Gesetzgebungen innerhalb einer vom Volkskongress gestellten Frist bearbeitet, womit er de facto das Parlament der Volksrepublik ist. 